# Брандт, Александр Андреевич
Александр Андреевич Брандт (1855—1933) — русский учёный в области прикладной механики и термодинамики. Тайный советник.

## Биография
Родился 28 августа (9 сентября) 1855 года. Окончил Императорское коммерческое училище (1872) и Институт инженеров путей сообщения (1878), со званием гражданского инженера. Принимал участие в трудах по описанию Днепра, в 1882 году был командирован за границу, где работал на заводах; с 1882 по 1885 г. состоял в департаменте шоссейных и водных сообщений по заведованию речными судами, был инициатором применения в России землесосов для землечерпательных работ и содействовал введению двигателей Торникрофта для мелкосидящих пароходов. С 1885 г. по 1893 г. — старший инженер комиссии по устройству коммерческих портов.
С 1889 года — профессор Института инженеров путей сообщения по кафедре паровых машин; в 1896—1901 гг. — инспектор; ректор — в 1906—1911; заслуженный профессор; директор — с 22 марта 1917 по 1918 гг. В период его ректорства в институте было начато систематическое изучение воздухоплавания. С 1903 года он также читал курс термодинамики в Политехническом институте.
В 1918 году им была завершена публикация фундаментального труда «Основания термодинамики», за который в том же году он стал лауреатом большой Ломоносовской премии.
Был членом Конституционно-демократической партии. В 1920 году эмигрировал в Югославию. Преподавал в Загребском техническом университете; был профессором технического факультета Белградского университета. Написал и издал в эмиграции книгу воспоминаний «Листья пожелтелые». Скончался 13 февраля 1933 года в Бледе (Словения).

## Труды
- «Курс паровых машин» (СПб.: Н. Фидлер и Н. Лахтин, 1885/6.);
- «Коринфский канал» (отчёт о командировке на канал осенью 1887 г.; СПб.: тип. М-ва пут. сообщ., 1889. — 23 с., 1 л. черт.);
- «Очерк истории паровой машины и применения паровых двигателей в России» (СПб., 1892).
- «Основания термодинамики в применении к паровым машинам» (СПб.: тип. Ю.Н. Эрлих, 1900; 4-е изд. — 1923);
- «Истечение газов; Паровые холодильные машины компрессионной системы» (Петроград: тип. «Печ. труд», 1915);
- Листья пожелтелые. Передуманное и пережитое — Белград, 1930. — 202 с.

## Семья
Согласно формулярному списку, составленному около 1911 года, А. А. Брандт был холост. В Петербурге-Петрограде он проживал совместно с матерью Эльмирой Ивановной на Спасской ул., 16. При выезде за границу в 1918 году указал, что при нем находится его воспитанница, сестра милосердия Кауфманской общины Красного Креста Анна Михайловна Храповицкая 23 лет, православного вероисповедания (впоследствии, в эмиграции в Белграде она получила известность как драматическая актриса).